# Saison 2019-2020 du Southampton FC
Maillots
La saison 2019-2020 du Southampton FC est la 21e saison du club en Premier League et sa 43e saison en première division du football anglais. Le club a également participé à la coupe d'Angleterre (FA Cup) et à la coupe de la Ligue anglaise (EFL Cup). 

## Classement
| Rang | Équipe             | Pts | J  | G  | N  | P  | Bp | Bc | Diff |
| ---- | ------------------ | --- | -- | -- | -- | -- | -- | -- | ---- |
| 9    | Sheffield United P | 54  | 38 | 14 | 12 | 12 | 39 | 39 | 0    |
| 10   | Burnley FC         | 54  | 38 | 15 | 9  | 14 | 43 | 50 | −7   |
| 11   | Southampton FC     | 52  | 38 | 15 | 7  | 16 | 51 | 60 | −9   |
| 12   | Everton FC         | 49  | 38 | 13 | 10 | 15 | 44 | 56 | −12  |
| 13   | Newcastle United   | 44  | 38 | 11 | 11 | 16 | 38 | 58 | −20  |